# Бирман, Михаил Шлёмович
Михаил Шлёмович Бирман (17 января 1928, Ленинград — 2 июля 2009, Санкт-Петербург) — советский и российский математик, доктор физико-математических наук, профессор, специалист в области математической физики и функционального анализа. Заслуженный деятель науки РФ (1999).

## Биография
В годы Великой Отечественной войны семья жила в эвакуации в Свердловске. Поступил в Ленинградский электротехнический институт, затем перевелся на математико-механический факультет Ленинградского государственного университета (ЛГУ) имени А. А. Жданова, который окончил с отличием в 1950 г. Во время учебы специализировался по методам вычислений. Руководителем дипломной работы М. Ш. Бирмана был М. К. Гавурин. Будучи студентом, подрабатывал в ЛОМИ, в лаборатории, возглавляемой Л. В. Канторовичем. После окончания ЛГУ работал ассистентом на кафедре высшей математики Ленинградского горного института имени Г. В. Плеханова. В течение многих лет вместе с О. А. Ладыженской руководил в ЛОМИ Ленинградским семинаром по математической физике (ныне имени В. И. Смирнова).
Кандидатская диссертация «Некоторые приложения теории расширений положительно определенных операторов» (1954), докторская диссертация «О спектре сингулярных граничных задач» (1962). С 1956 г. по 2009 г. — сотрудник (с 1964 г. — профессор) кафедры высшей математики и математической физики физического факультета ЛГУ (СПбГУ). Получил важные результаты в математической теории рассеяния и спектральной теории операторов: принцип Бирмана — Швингера, теория Като — Бирмана, формула Бирмана — Крейна, формула Бирмана — Соломяка, метод Бирмана — Суслиной. Один из авторов теории Бирмана — Вишика — Крейна. Создал научную школу мирового уровня по спектральной теории операторов. Опубликовал более 150 научных работ. Автор двух монографий по теории операторов (совместно с М. З. Соломяком).
Известные ученики — Б. С. Павлов.
Почетный профессор СПбГУ, Награждён премией Ленинградского университета за лучшую научную работу (1972), грамотой «За высокое педагогическое мастерство и подготовку научных кадров» (1982), почётной грамотой Министерства высшего образования РСФСР (1986). Премия и медаль имени П. Л. Чебышёва в области математики и механики (Правительство СПб и Санкт-Петербургский НЦ РАН, 2008).
Читал курсы «Высшая алгебра», «Линейные операторы в гильбертовом пространстве», «Спектральная теория дифференциальных операторов».
Являлся членом редакционных коллегий журналов «Алгебра и анализ», «Функциональный анализ и его приложения».

## Семья
Мать — школьная учительница, отец — Соломон Евсеевич Бирман (1899, Бешенковичи — 1981) — инженер-строитель, профессор, специалист по теоретической механике.
Жена — Татьяна Петровна Ильина (1927—2007), математик. В браке с 1947 года.
Сын Евгений (р. 1948).

## Монографии
1. Бирман М. Ш., Соломяк М. З. Спектральная теория самосопряженных операторов в гильбертовом пространстве. — Л.: Изд-во ЛГУ. 1980.
2. Birman M. Sh., Solomyak M. Z. Quantitative analysis in Sobolev imbedding theorems and applications to spectral theory. — American Mathematical Society Translations, Series 2, 114. AMS, Providence, R.I., 1980.

## Некоторые статьи
1. Бирман М. Ш. О спектре сингулярных граничных задач. Математический сборник. 1961. т. 55(97), вып. 2. с. 125—174.
2. Бирман М. Ш., Крейн М. Г. К теории волновых операторов и операторов рассеяния. Доклады Академии наук СССР. 1962. т. 144, вып. 3. с. 475—478.
3. Бирман М. Ш., Соломяк М. З. Кусочно-полиномиальные приближения функций классов {\displaystyle W_{p}^{\alpha }} . Математический сборник. 1967. т. 73(115), вып. 3. с. 331—355.
4. Бирман М. Ш., Соломяк М. З. {\displaystyle L_{2}}-теория оператора Максвелла в произвольных областях . Успехи математических наук. 1987. т. 42, вып. 6. с. 61-76.
5. Бирман М. Ш., Яфаев Д. Р. Функция спектрального сдвига. Работы М. Г. Крейна и их дальнейшее развитие Алгебра и анализ. 1992. т. 4, вып. 5. с. 1-44.